# Biały Potok (Witów)
Biały Potok – część wsi Witów w Polsce położona w województwie małopolskim, w powiecie tatrzańskim, w gminie Kościelisko.
W latach 1975–1998 miejscowość należała administracyjnie do województwa nowosądeckiego. Liczy około 48 mieszkańców.